# Curva de Bézier

Exemplo de uma curva de Bézier cúbica

A curva de Bézier é uma curva polinomial expressa como a interpolação linear entre alguns pontos representativos, chamados de pontos de controle. É uma curva utilizada em diversas aplicações gráficas como o Illustrator, Freehand, Fireworks, GIMP, Photoshop,  Processing, Inkscape, Krita e CorelDRAW, e formatos de imagem vetorial como o SVG. Esse tipo de curva também pode originar Superfícies de Bézier, bastante utilizadas em modelagem tridimensional, animações, design de produtos, engenharia, arquitetura entre outras aplicações.
Ela foi desenvolvida em 1962 e seu nome é devido a quem publicou o primeiro trabalho sobre a curva, o francês Pierre Bézier, funcionário da Renault, que a usou para o design de automóveis. Ela foi estruturada a partir do algoritmo de Paul de Casteljau, da Citroën, em 1957, e foi formalizada na década de 60.

## Descrição

Animação de uma curva de Bézier linear, t em [0,1

Animação de uma curva de Bézier quadrática, t em [0,1

Animação de uma curva de Bézier cúbica, t em [0,1

A curva simplesmente baseia seu cálculo no Binômio de Newton para a resolução de seus coeficientes e é resolvida facilmente através de:
{\displaystyle {\left(x+y\right)}^{n}=\sum _{k=0}^{n}{n \choose k}x^{n-k}y^{k}\,\!.\;\;x=t\;,\;y=(1-t)}
O índice t é um valor de parametrização para percorrer a curva e pode ser qualquer valor entre zero e um, n é o grau do Binômio, tal que usamos {\displaystyle n+1} pontos de controle para cada curva que desejamos desenhar. {\displaystyle \scriptstyle {n \choose k}} são coeficientes binomiais. Por exemplo, para a resolução de {\displaystyle (t+(1-t))^{2}} usaríamos 3 pontos de controle e obteríamos curvas quadráticas, com o uso do binômio {\displaystyle (t+(1-t))^{3}} usaríamos 4 pontos de controle e obteríamos curvas cúbicas.
Os pontos de controle {\displaystyle B_{i}} podem ser escolhidos aleatoriamente, e devem ser multiplicados cada um por uma das parcelas do binômio resolvido.
O i-ésimo coeficiente da interpolação é obtido através do Binômio de Newton e é um polinômio da forma:
{\displaystyle P_{in}(t)={n \choose i}(1-t)^{n-i}t^{i}}
Um ponto na curva correspondente a t é dado por:
{\displaystyle {B}(t)=\sum _{i=0}^{n}P_{in}(t)*{B}_{i}=\sum _{i=0}^{n}{n \choose i}(1-t)^{n-i}t^{i}*{B}_{i}}
Em que o número de pontos de controle é n mais 1, t assume um valor tal que {\displaystyle t\in \Re ,0\leq t\leq 1}, {\displaystyle B_{i}} é o i-ésimo ponto de controle. É importante salientar que todos os pontos da curva devem estar dentro da região delimitada pelos seus pontos de controle, seu fecho convexo.

### Curva de Bézier Linear
{\displaystyle \mathbf {B} (t)=(1-t)\mathbf {B} _{0}+t\mathbf {B} _{1}{\mbox{ , }}t\in [0,1]}

### Curva de Bézier Quadrática
{\displaystyle \mathbf {B} (t)=(1-t)^{2}\mathbf {B} _{0}+2t(1-t)\mathbf {B} _{1}+t^{2}\mathbf {B} _{2}{\mbox{ , }}t\in [0,1].}

### Curva de Bézier Cúbica
{\displaystyle \mathbf {B} (t)=(1-t)^{3}\mathbf {B} _{0}+3t(1-t)^{2}\mathbf {B} _{1}+3t^{2}(1-t)\mathbf {B} _{2}+t^{3}\mathbf {B} _{3}{\mbox{ , }}t\in [0,1].}